# Justin Mulenga
Justin Mulenga (ur. 27 lutego 1955 w Nondo Parish, zm. 20 marca 2020 w Lusace) – zambijski duchowny katolicki, biskup Mpika od 2016 do 2020.

## Życiorys

### Prezbiterat
Święcenia kapłańskie przyjął 18 lipca 1993 i został inkardynowany do archidiecezji Kasama. Pracował głównie jako duszpasterz parafialny. W latach 1994–1998 był ekonomem archidiecezjalnym, a w latach 2010–2015 kierował duszpasterstwem w archidiecezji.

### Episkopat
23 grudnia 2015 papież Franciszek mianował go biskupem diecezji Mpika. Sakry udzielił mu 12 marca 2016 metropolita Kasamy – arcybiskup Ignatius Chama.
Zmarł w szpitalu w Lusace 20 stycznia 2020.